# Beallara
A Beallara é um género de orquídeas híbrido intergenérico resultado do cruzamento de Brassia, Cochlioda, Miltonia, Oncidium e Odontoglossum da subfamília Epidendroideae e família das Orchidaceae. É também conhecida pelo nome comercial Cambria. 
Dá origem a uma enorme variedade de cultivares e espécies de diferentes cores. 

## Descrição
Possui folhas lanceoladas largas, atingindo até 60 cm. A vara floral ramificada pode ter até 1,5 m de altura. As suas flores são numerosas, 15 a 30 ou mesmo mais, perfumadas em algumas variedades, e duram entre 20 a 30 dias.
Os pseudobulbos são carnosos.

## Cultivo
- Temperatura

Desenvolve-se bem na temperatura de uma habitação, preferindo temperaturas um pouco frescas (19-21 °C). Para a fazer florescer, é necessário manter uma diferença de temperatura de 5 °C entre o dia e a noite durante um mês
- Luz

As Beallara preferem uma luz viva, sem sol directo. Uma planta saudável apresenta as folhas de cor verde amarelada.
- Água

De preferência não calcária e sem cloro (usar filtro se a água disponível for muito calcária).
- Regas

Moderada. Deve deixar-se secar um pouco o substrato entre as regas. As raízes preferem um substrato com boa drenagem. Reduzir a rega quando os novos pseudobulbos estiverem maduros. Algumas variedades preferem que as raízes sequem rapidamente.
- Humidade

Gosta de ser pulverizada.
- Transvase

Normalmente no final do inverno ou na primavera, depois da floração. Toleram bem vasos pequenos. Utilizar de preferência um vaso não poroso (não usar vasos de barro cozido), para não acumular sais minerais. Depois do transvase, espere algumas semanas até retomar o ritmo normal de rega. Entretanto pulverizar as folhas.
- Substrato

Grãos finos a médios, a base de casca de pinho, leca (esferas de argila expandida), carvão vegetal, poliestireno.
- Adubos

Adubar em cada duas regas, durante todo o ano. Adubo misto (rico en azoto) até que se desenvolvam os novos pseudobulbos e apareça a haste de floração. Então mudar para um adubo de floração (rico em fósforo e potássio).

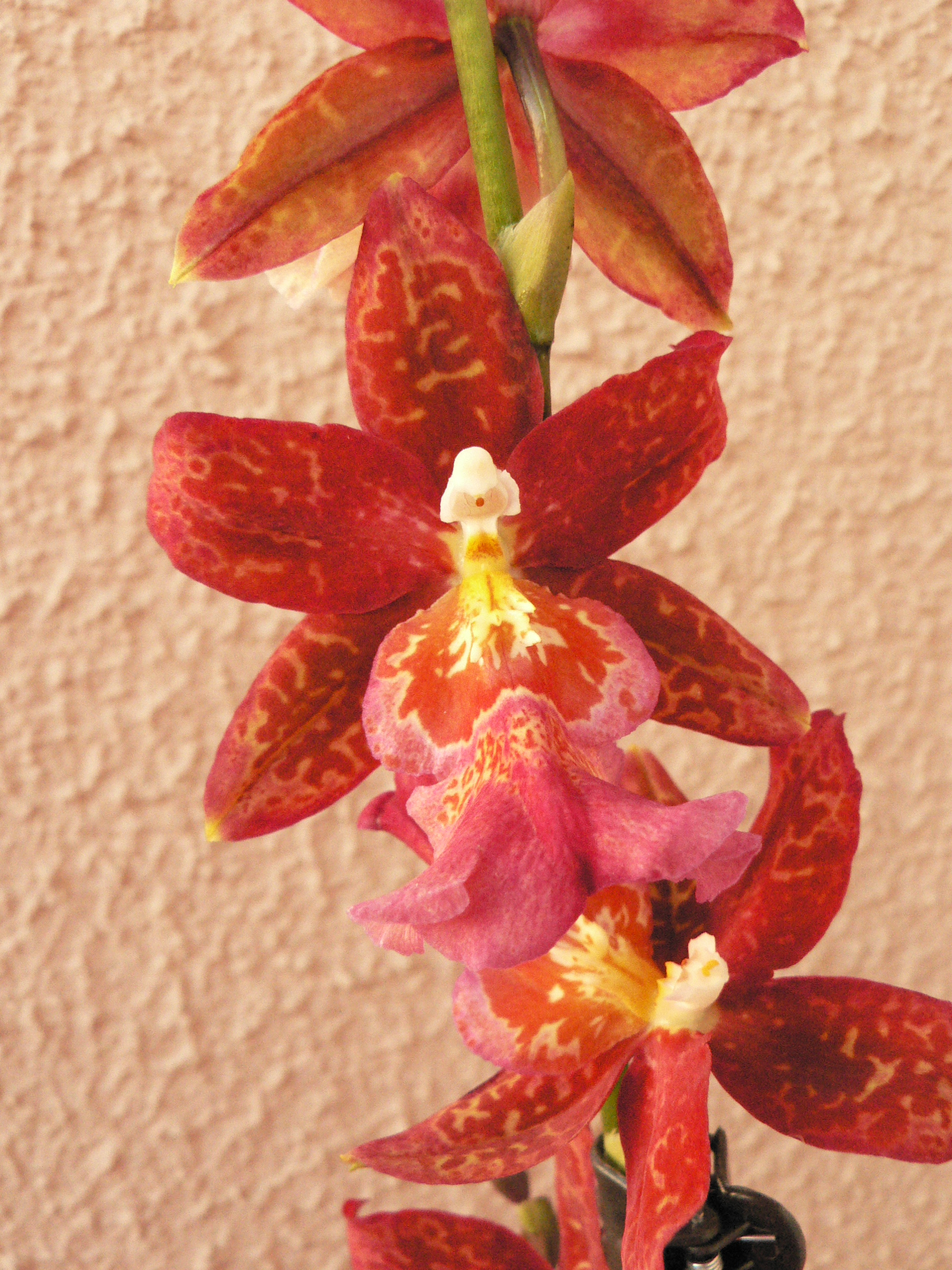
Beallara Odontoglossum
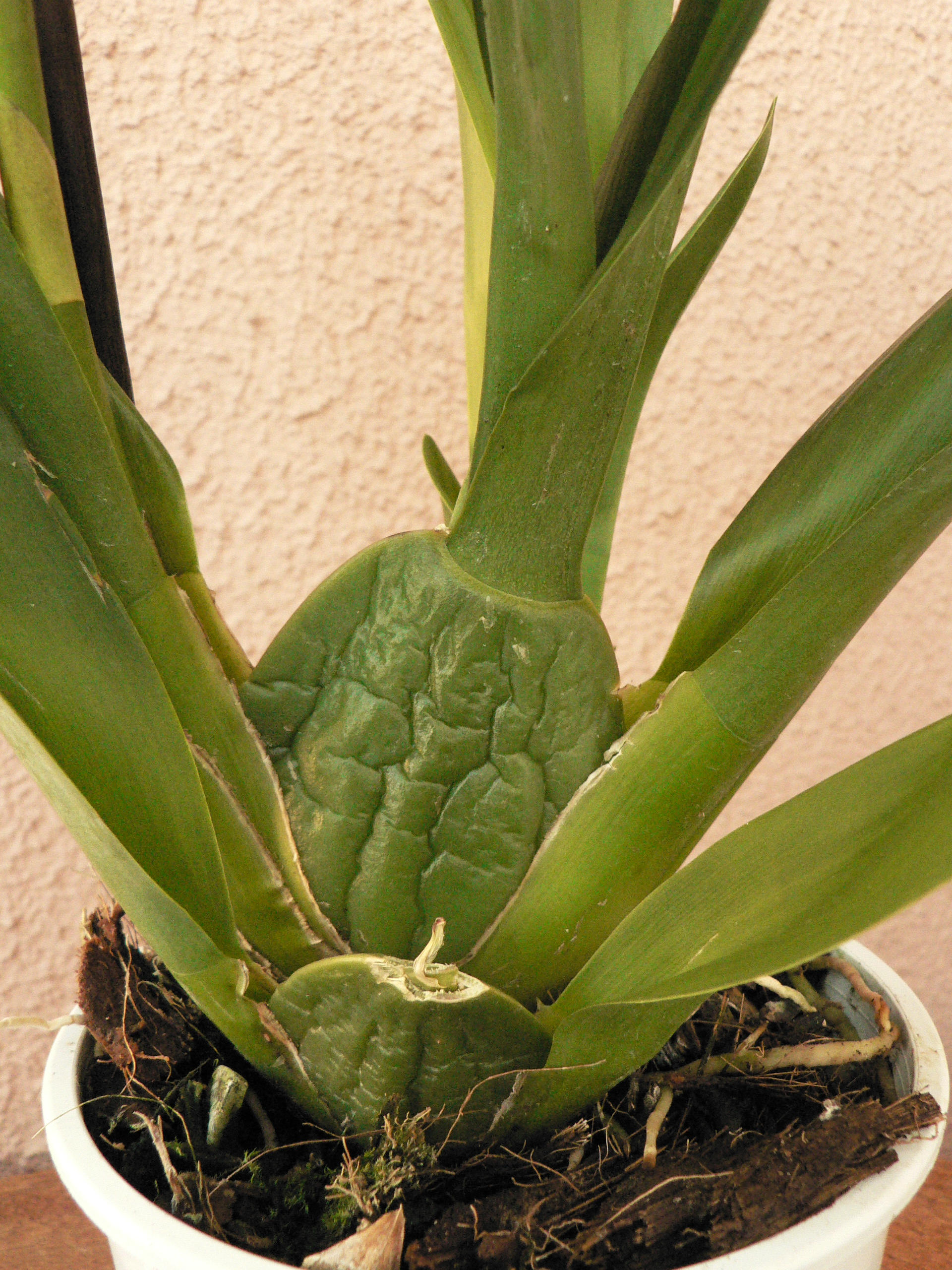
Pseudobulbo
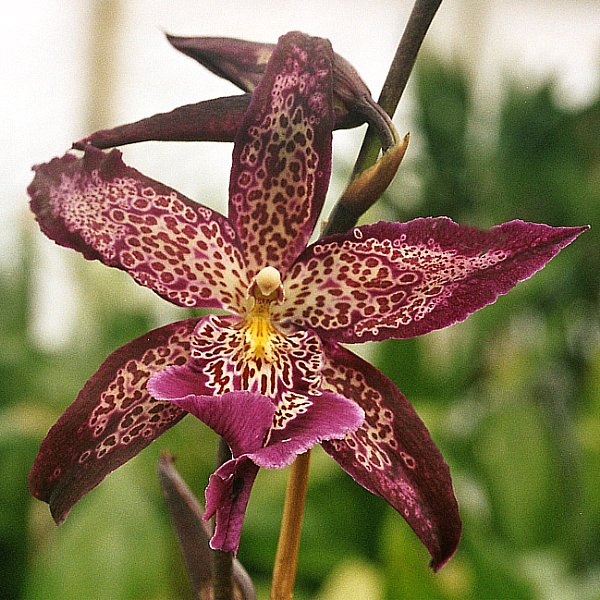
Beallara "Marfitch Howards Dream"
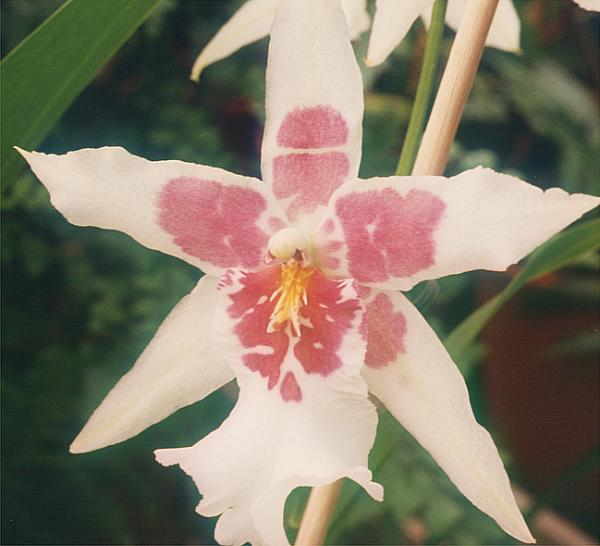
Beallara "Tahoma Glacier"
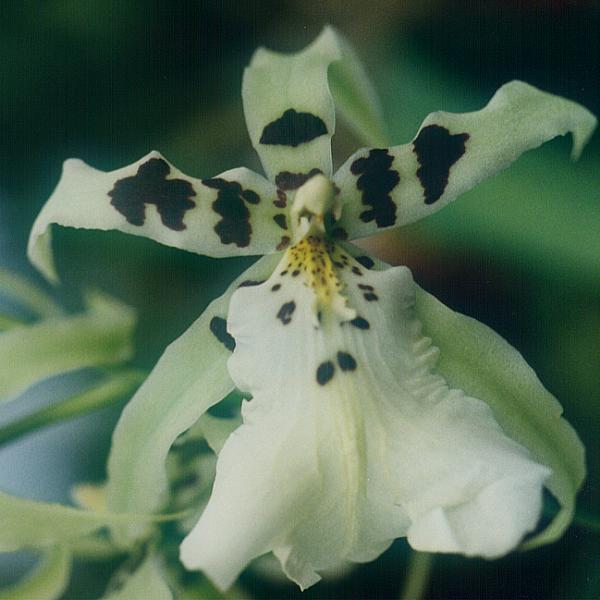
Beallara "Tropic Splendor"